# Pronepos
Genre
Pronepos est un  genre fossile d'araignées aranéomorphes de la famille des Theridiidae.

## Distribution
Les espèces de ce genre ont été découvertes dans de l'ambre du Chiapas au Mexique. Elles datent du Néogène.

## Liste des espèces
Selon The World Spider Catalog 15.5 :
- †Pronepos exilis Petrunkevitch, 1963
- †Pronepos fossilis Petrunkevitch, 1963

## Publication originale
- (en) Petrunkevitch, 1963 : Chiapas amber spiders. University of California Publications in Entomology, vol. 31, p. 1–40..